# Баймаки (Львовская область)
Баймаки (укр. Баймаки) — село в Бусской городской общине Золочевского района Львовской области Украины.
Население по переписи 2001 года составляло 116 человек. Занимает площадь 0,61 км². Почтовый индекс — 80525. Телефонный код — 3264.